# Raja Ashman Shah
Sheikh Dato' Sri Raja Ashman Shah ibni Sultan Azlan Muhibbuddin Shah (Penang, 28 dicembre 1958 – Kuala Lumpur, 30 marzo 2012) è stato un principe, avvocato e dirigente d'azienda malese, terzo figlio del defunto sultano Azlan Shah di Perak e di sua moglie Tuanku Bainun. Alla morte occupava la quarta posizione nella linea di successione al trono del Perak con il titolo di Raja Kechil Sulong.

## Biografia
Raja Ashman Shah nacque a Penang il 28 dicembre 1958. Venne educato inizialmente presso il St. John Institution di Kuala Lumpur. In seguito conseguì una laurea in economia presso l'Università di Nottingham, un master in giurisprudenza presso l'Università di Cambridge e un diploma in diritto commerciale presso l'Università di Londra.
Ha esercitato come barrister e faceva parte del Lincoln's Inn. Fu anche direttore esecutivo di Dreamland Holdings dal 1990, presidente del consiglio di amministrazione della Fondazione Haqqani Malesia dal 1994, presidente del Dwitasik e direttore della KKB Engineering Bhd.
Raja Ashman ottenne anche l'ijazah (il permesso di avviare una scuola, insegnare alle masse e canalizzare l'energia divina) dallo sceicco Nazim 'Adil al-Haqqani, fondatore dell'Ordine Sufi Naqshbandi Haqqani. Raja Ashman Shah era il rappresentante dell'ordine nella Malaysia e a Singapore. Istituì la zawiya Naqshbandi di Kuala Lumpur. Alcuni lo venerarono come successore di Nazim Al-Haqqani.
Il 26 settembre 1991 a Kuala Kangsar sposò Datuk Sri Noraini Jane binti Tan Sri Kamarul Ariffin (nata nel 1959). Lei è la figlia di Tan Sri Kamar ul-Ariffin bin Muhammad Yassin, ex senatore e presidente del consiglio della Fondazione della Pinacoteca Nazionale.
Hanno avuto un figlio e due figlie:
- Raja Eminah Alliyah Binti Almarhum Raja Datuk Seri Ashman Shah (nata il 17 settembre 1992);
- Raja Ahmad Nazim Azlan Shah Ibni Almarhum Raja Datuk Ashman Shah, Raja Kechil Sulong (nato il 10 marzo 1994);
- Raja Bainunisa Safia Binti Almarhum Raja Datuk Seri Ashman Shah (nato il 3 aprile 1995).

Raja Ashman morì nella sua residenza di Bukit Damansara, sobborgo di Kuala Lumpur, all'1:30 del 30 marzo 2012, a causa di un grave attacco d'asma. Fu sepolto lo stesso giorno presso il Mausoleo reale Al-Ghufran di Kuala Kangsar.